# Uzhgorod Warriors
Gli Uzhgorod Warriors (in ucraino Ужгородські Воїни?, Užhorods'ki Voïny) sono stati una squadra di football americano di Užhorod, in Ucraina.

## Dettaglio stagioni

### Amichevoli
| Stagione | Vin | Par | Per | Tot | PF | PS | avversaria             |
| -------- | --- | --- | --- | --- | -- | -- | ---------------------- |
| 2005     | 1   | 0   | 0   | 1   | 23 | 13 | Győr Sharks            |
| 2006     | 1   | 0   | 0   | 1   | 34 | 6  | Budapest Black Knights |
| Totale   | 2   | 0   | 0   | 2   | 57 | 19 |                        |

### Tornei nazionali

#### Campionato

##### Campionato ucraino
| Stagione | regular season | regular season | regular season | regular season | regular season | regular season | playoff | playoff | playoff | playoff | playoff | playoff              | playoff              |
|          | Vin            | Par            | Per            | Tot            | PF             | PS             | Vin     | Per     | Tot     | PF      | PS      | risultato            | avversaria           |
| -------- | -------------- | -------------- | -------------- | -------------- | -------------- | -------------- | ------- | ------- | ------- | ------- | ------- | -------------------- | -------------------- |
| 2003     | 0+?            | 0+?            | 1+?            | 2              | 0+?            | 62+?           | ?       | ?       | ?       | ?       | ?       | Terzo o quarto posto | Uzhgorod Lumberjacks |
| Totale   | 0+?            | 0+?            | 1+?            | 2              | 0+?            | 62+?           | ?       | ?       | ?       | ?       | ?       |                      |                      |

Fonti: Enciclopedia del Football - A cura di Roberto Mezzetti